# Kanton Veynes
Der Kanton Veynes ist seit 1790 ein französischer Wahlkreis im Département Hautes-Alpes in der Region Provence-Alpes-Côte d’Azur. Er umfasst acht Gemeinden im Arrondissement Gap und hat seinen Hauptort (frz.: bureau centralisateur) in Veynes.

## Gemeinden
Der Kanton besteht aus acht Gemeinden mit insgesamt 7134 Einwohnern (Stand: 1. Januar 2022) auf einer Gesamtfläche von 424,18 km²:
| Gemeinde             | Einwohner 1. Januar 2022 | Fläche km² | Dichte Einw./km² | Code INSEE | Postleitzahl |
| -------------------- | ------------------------ | ---------- | ---------------- | ---------- | ------------ |
| Châteauneuf-d’Oze    | 30                       | 26,23      | 1                | 05035      | 05400        |
| Dévoluy              | 885                      | 186,37     | 5                | 05139      | 05250        |
| Furmeyer             | 175                      | 14,27      | 12               | 05060      | 05400        |
| La Roche-des-Arnauds | 1.675                    | 53,75      | 31               | 05123      | 05400        |
| Manteyer             | 500                      | 25,63      | 20               | 05075      | 05400        |
| Montmaur             | 535                      | 48,77      | 11               | 05087      | 05400        |
| Rabou                | 90                       | 26,56      | 3                | 05112      | 05400        |
| Veynes               | 3.244                    | 42,60      | 76               | 05179      | 05400        |
| Kanton Veynes        | 7.134                    | 424,18     | 17               | 0515       | –            |

Bis zur Neuordnung gehörten zum Kanton Veynes die 8 Gemeinden Chabestan, Châteauneuf-d’Oze, Furmeyer, Le Saix, Montmaur, Oze, Saint-Auban-d’Oze und Veynes. Sein Zuschnitt entsprach einer Fläche von 191,46 km2. Er besaß vor 2015 einen anderen INSEE-Code als heute, nämlich 0524.

## Politik
| Vertreter im Départementsrat | Vertreter im Départementsrat            | Vertreter im Départementsrat |
| Amtszeit                     | Namen                                   | Partei                       |
| ---------------------------- | --------------------------------------- | ---------------------------- |
| 1994–2015                    | Louis Massot                            | PS                           |
| 2015–                        | Jean-Marie Bernard Bernadette Saudemont | UD                           |